# José de La Mar
José Domingo de La Mar y Cortázar, né le 12 mai 1778 à Cuenca (Équateur), mort le 11 octobre 1830 à San José (Costa Rica), est un militaire et homme d'État sud-américain. Il est par deux fois président de la république du Pérou :
- Du 22 août 1822 au 27 février 1823.
- Du 22 août 1827 au 7 juin 1829.

## Débuts en Espagne
Il passe sa petite enfance en Espagne où il commence sa carrière militaire comme sous-lieutenant. Il participe à la campagne du Roussillon contre la France révolutionnaire. Il est déjà lieutenant-colonel pendant la guerre nationale contre l'invasion napoléonienne et participe à la défense de Saragosse sous les ordres du colonel Palafox. En 1812 il est blessé et capturé par les Français sur le front de Valence et détenu au château de Semur. Il réussit à s'échapper et à regagner l'Espagne.
En 1815, Ferdinand VII le promeut au grade de brigadier et le nomme gouverneur de Callao sous l'autorité de la vice-royauté du Pérou. Il rejoint son poste en novembre 1816.

## Au service du Roi
Au service de Joaquín de la Pezuela il tient la forteresse de Callao et résiste à l'escadre commandée par Thomas Cochrane. Mais devant l'avancée de l'armée des patriotes de San Martín sur Lima, le vice-roi fuit la capitale en juin 1821 laissant à José de La Mar la consigne de tenir la forteresse de Callao. Cependant encerclé sur mer et sur terre, il est contraint de signer la capitulation le 19 septembre 1821.
Jugeant qu'il avait rempli ses engagements à la cause du roi, il rejoint la cause des patriotes.

## Pour l'indépendance
En janvier 1822 il est nommé commandant général de la province de Guayaquil. Il obtient la reddition du commandant royaliste Villegas et la province est annexée par Simon Bolivar à la Grande Colombie. 
Élu député de la province de Huaylas, La Mar est présent au premier congrès constitutif du Pérou le 20 septembre, 1822. Il est nommé le lendemain à la présidence de la Junte gouvernementale qui succède au protectorat de José de San Martín. A ce titre il est considéré comme le premier président constitutionnellement élu du Pérou bien que la charge eut été collégiale. Le 26 février 1823, la mutinerie dite de Balconcillo renverse la Junte et porte au pouvoir José de la Riva Agüero.
Avec la fin de l'influence bolivarienne au Pérou, José de La Mar reprend ses fonctions en tant que président constitutionnel du Pérou le 22 août 1827. Pendant son mandat de deux ans, il eut à lutter contre les intrigues d'Agustín Gamarra, Antonio Gutiérrez de la Fuente et Andrés de Santa Cruz. Il promulgua la Constitution de 1828 et dut affronter deux guerres extérieures contre la Bolivie et la Grande Colombie.
Le 7 juin 1829, José de La Mar est renversé par un coup d'État ourdi par Gamarra et Gutiérrez de la Fuente. Exilé au Costa Rica, il meurt à Carthage en 1830. Ses restes sont ultérieurement rapatriés et enterrés au cimetière de Lima.

## Source
- (es) Cet article est partiellement ou en totalité issu de l’article de Wikipédia en espagnol intitulé « José de La Mar » (voir la liste des auteurs).